# Bögjävlar (bok)
Bögjävlar utkom 2007 och är en debattbok om den samtida svenska gaykulturen, författad av Daniel Björk, Tomas Hemstad, Stefan Ingvarsson, Petter Wallenberg och Roger Wilson.
Boken vann Nöjesguidens Stockholmspris 2007 för årets läsning. Författarna till boken har senare bloggat i Svenska Dagbladet och organiserat klubbar i Stockholm.